# Lawrenceville, Ohio
Lawrenceville är en ort i Clark County i delstaten Ohio, USA.